# Gastone Franchetti
(Giorgio Tosi,“Zum Tode” (a morte))
Gastone Franchetti, detto Fieramosca, (Garfagnana, 25 settembre 1920 – Bolzano, 29 agosto 1944), è stato un antifascista e partigiano italiano, eroe della Resistenza italiana.

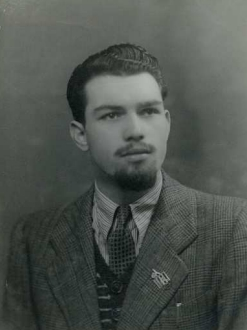

Nativo della Garfagnana, si spostò a Riva del Garda al seguito del padre, che lavorava nella costruzione della Strada Gardesana occidentale del lago di Garda.
Tenente degli alpini e attivista antifascista (nome di battaglia Fieramosca), dopo l'8 settembre creò un movimento di ex-alpini, le cosiddette Brigate delle Fiamme Verdi (dal colore delle mostrine degli Alpini), che si opponeva alla leva forzata nell'esercito della Repubblica Sociale, fra il Lago di Garda trentino e Brescia, attività per la quale venne fucilato dai nazifascisti a Bolzano nell'agosto del 1944, dopo due mesi di atrocità subite. Il fratello Armando Franchetti fu dichiarato disperso a seguito dell'affondamento nel Mediterraneo della nave su cui erano imbarcati dei soldati italiani prigionieri dopo l'armistizio del 1943.

## Dopo l'8 settembre
Il 13 ottobre 1943 l'Italia dichiarò guerra alla Germania e il 1º dicembre nacque la Repubblica Sociale Italiana (RSI), il cui governo si stabilì a Gargnano sul lago di Garda, presso Salò. Dopo la disfatta subita dalle armate di Hitler a El Alamein nel 1942, sul Don e a Stalingrado nel 1943, gli Alleati sbarcarono in Normandia e in Italia, dopo la battaglia di Anzio, occuparono Roma il 4 giugno 1944, costringendo i Nazisti ad arretrare sull'Appennino tosco-emiliano (la cosiddetta Linea Gotica).
I Tedeschi si prepararono all'estrema difesa sulle Alpi (Alpenfestung), dalla Svizzera all'Istria, compiendo terribili rappresaglie e gli eccidi più mostruosi: in Trentino, nel Bellunese e nella provincia di Bolzano si costituì l'Alpenvorland che annetteva quei territori al Terzo Reich e, il 6 novembre 1943, il commissario Hofer istituì il Sondergericht für die Operationszone Alpenvorland, ovvero uno speciale tribunale che aveva competenza nel caso in cui il reo o la parte lesa fosse un cittadino appartenente al Reich. Con la costituzione dell'Alpenvorland iniziò anche la deportazione degli ebrei, che per la maggior parte transitavano per il Campo di transito di Bolzano.

### Brigata Fiamme Verdi
Le Fiamme Verdi nacquero nel novembre 1943 e raggiunsero la forza di 2800 uomini, divisi in tre battaglioni da Franchetti, che dopo l'armistizio aveva pensato – come scrive lo storico bresciano Dario Morelli – "di unire tutti gli antifascisti della valli alpine italiane in un'organizzazione a carattere prevalentemente militare allo scopo di combattere il fascismo e di scacciare l'invasore nazista, ma anche di riscattare le genti della montagna dall'oppressione sociale in cui sempre erano state lasciate".
Da Riva del Garda calando verso Brescia, tra ottobre e novembre 1943, furono organizzate riunioni di gruppi clandestini da Trento, Milano, Sondrio, Lecco, Como, Belluno, Padova... Per Brescia si determinò di radunare sotto le Fiamme Verdi varie formazioni già esistenti in città e nelle valli, praticamente tutte di origine cattolica. Franchetti vedeva nelle Fiamme Verdi "il blocco di tutte le genti della montagna che avrebbero espresso nella nuova Italia anche la loro nota, sia pure rude, ma di forza".
La sua iniziativa dilagò a macchia d'olio dall'Ossola al Lario, da Cremona all'Alto Adige, da Monza al Friuli, in Lomellina, a Bergamo, riuscendo persino ad insinuarsi nella roccaforte rossa di Reggio Emilia (dove proprio le Fiamme Verdi comandate da don Carlo Orlandini furono le prime a entrare in città il 24 aprile 1945)
Fu così che iniziammo a tentare di mettere in piedi una organizzazione che non era politica, ma che sarebbe stata condotta con criteri paramilitari della guerriglia, con i suoi cappellani e le persone di collegamento. Stabilimmo con Franchetti di creare una base operativa a Brescia e lì nacque il primo nucleo del nostro movimento, che una volta organizzato sarebbe stato affidato al comando del generale Luigi Masini, che prese il nome convenzionale di “Fiori”.
In concreto, nelle settimane che seguirono, furono organizzati tre battaglioni: Battaglione della Val Sabbia, Battaglione della Val Trompia, Battaglione della Val Camonica. Allo stesso tempo, si convenne di prendere contatto con le province di Bergamo e di Cremona, dopodiché avremmo preso contatto con alcuni responsabili del CLN, che facevano capo al leggendario “Maurizio”, che altri non era che Ferruccio Parri.»
(Enzo Petrini, classe 1916)

### Brigata Cesare Battisti
Nella zona del Basso Sarca si era costituito un gruppo antifascista studentesco attorno a un insegnante del locale liceo, il prof. Guido Gori, la Brigata Cesare Battisti già attiva prima dell'8 settembre 1943. Con l'armistizio "un'altra figura, importante, entra nel gruppo con l'influenza del suo fisico atletico. È Gastone Franchetti, spavaldo e dolce, rude e generoso, incolto e irrequieto. Fascista, volontario in guerra, valoroso ufficiale degli alpini, torna a Riva con un alone di leggenda. Affascina i ragazzi. Attorno a lui si coagula un altro gruppo diverso da quello di Gori. I due, che si incontrano, si stimano, sono due figure straordinarie, diversissime, magnetiche. Gori non poteva essere per fisico e carattere uomo d'azione. Franchetti non può avvicinarsi al livello culturale di Gori. È un rapporto conflittuale basato però sulla stima reciproca, sull'affetto che Gastone Franchetti prova verso il barbuto docente."

## 28 giugno 1944
Nella neonata divisione Fiamme Verdi di Riva, figlia della Brigata Cesare Battisti, riesce a infiltrarsi un traditore, che venderà la vita dei suoi compagni ai nazisti, Fiore Lutterotti, amico di Franchetti. Nella primavera 1944, dopo essersi fatto addirittura nominare "aiutante di campo" della brigata, presenta un rapporto, datato 7 giugno 1944, in cui descrive dettagliatamente la Brigata.
Il 28 giugno 1944, a seguito della delazione di Lutterotti, reparti SS operano decine di arresti e assassinano nel triangolo Riva - Arco - Nago-Torbole 16 persone, tra cui i giovani studenti Eugenio Impera e Enrico Meroni.
Tra i sopravvissuti alla strage sei partigiani vengono processati il 2 agosto 1944 dal Tribunale militare tedesco di Bolzano (il Sondergericht für die Operationszone Alpenvorland): il conte Giannantonio Manci, maggior esponente del CLN trentino, Gastone Franchetti, comandante della formazione, Giuseppe Porpora, Giuseppe Ferrandi, Gino Lubich e Giorgio Tosi. Il procuratore militare Werner von Fischer chiede la pena di morte per tutti. Il Tribunale presieduto dal generale Sprung condanna a morte Franchetti e Porpora e al carcere duro gli altri, che verranno liberati alla fine della guerra (gli atti del processo sono stati ritrovati e acquisiti dal Museo del Risorgimento e della lotta per la libertà di Trento).
(Giuseppe Sittoni, Uomini e fatti del Gherlenda)
La sera della sentenza, mentre i condannati vengono ricondotti alle carceri di Bolzano, nell'attraversare il centro della città Franchetti intona una canzone alpina, triste e fiera. Gli altri lo seguono nel canto e diventa un coro, lasciando ammirata la popolazione per quella manifestazione di dignità e di coraggio. Franchetti viene fucilato il 29 agosto 1944 alle ore 6.30 nel poligono di Bolzano; Giuseppe Porpora il 10 agosto 1944 alle ore 16.15 a Ponzaso insieme ad altri 5 partigiani.

### I rintocchi della campana sulla cima della Torre Apponale di Riva
Ogni 28 giugno, alle otto del mattino, in tutta la città di Riva del Garda si sentono i rintocchi della Renga, la campana sulla cima della Torre Apponale per decisione del Consiglio comunale, a ricordo dell'eccidio del 1944. Il 28 giugno 1944 a Riva, Arco, Nago, Rovereto e Trento, alle prime ore dell'alba, una squadra di S.S. uccide 16 persone; altre furono prelevate e chiuse in carcere.
(I sopravvissuti a quell'eccidio, Associazione Nazionale Partigiani d'Italia, 25 aprile 2009)

## L'ara al cimitero di Riva
Dal 6 novembre 2005 nel cimitero del Grez di Riva del Garda, nella nuova ara dedicata ai Caduti nell'arcata nord, hanno trovato riposo tutti i resti di coloro che sono stati riconosciuti come Caduti in guerra dal Commissariato generale onoranze Caduti in guerra del Ministero della Difesa. Si tratta di:
- Gastone Franchetti, ucciso dai nazifascisti il 29 agosto 1944;
- Eugenio Impera, ucciso dai nazifascisti il 28 giugno del 1944 a soli 19 anni;
- Enrico Meroni anche lui ucciso il 28 giugno del 1944 appena ventenne;
- Spartaco Lazerini, nativo di Montepulciano (Siena) morto a 20 anni nel 1945;
- Giuseppe Polese, nativo di Roncade (Treviso) e morto a 20 anni nel 1945;
- Arrigo Schiavina, nativo di Castello d'Argile (Bologna) e morto a 20 anni nel 1942;
- Erwin di Lobstein, nativo di Napoli, morto a 56 anni nel 1941;
- Antonio Iraci, nativo di Capizzi (Messina) morto a 24 anni nel 1943;
- Huso Gusalic, croato, morto a 19 anni nel 1943;
- Stjepan Vida, croato, morto a 19 anni nel 1943;
- Slavo Zuletovic, croato, morto a 42 anni nel 1943;
- Soltan Ielscharovic, russo, ucciso negli ultimi convulsi giorni dell'aprile 1945;
- tre soldati ignoti.

In più sono stati tumulati nel nuovo monumento anche il sottotenente degli alpini Nino Pernici, morto a 24 anni nel maggio del 1916 sul monte Mrzli, e la medaglia d'oro al valor militare il sergente Bruno Galas, morto a 21 anni nel 1941 in Africa. I resti mortali dei Caduti Renato Casabalda, Pietro Vittorio Martello e Olivo Parro sono invece stati richiesti dalle famiglie nelle loro terre di origine, rispettivamente a Cortona, a Badia Polesine e a Pordenone.

## Onorificenze
Il 28 giugno 1948 gli viene conferita la medaglia d'oro al valor militare

Il 25 giugno 2006 a Riva del Garda si è ricordata la Resistenza nel Basso Sarca in una cerimonia di commemorazione per i Martiri del 28 giugno 1944 alla quale hanno partecipato i sindaci dei Comuni di Riva del Garda, Arco, Nago-Torbole e Tenno, i parenti delle vittime e Luciano Baroni, vicepresidente dell'Associazione Nazionale Partigiani d'Italia nonché presidente della sezione trentina.